# ARM Galeana (F-202)
El ARM Galeana (F-202) es una fragata de la Armada de México comprada a la Armada de los Estados Unidos de la Clase Bravo. 
Anteriormente era conocida como el USS Bronstein (FF-1037), que fue la primera nave de este tipo hecha por los Estados Unidos (Clase Bronstein) de la Armada de los Estados Unidos y que frente a su similar el ARM Bravo (F-201) de la Armada de México completa la lista de las fragatas mexicanas de la Clase Bravo. La Armada de México le otorgó el nombre de ARM Galeana en honor al general mexicano Hermenegildo Galeana que luchó contra los españoles durante la Independencia de México.

## Historia
Avondale Shipyards inició su construcción el 16 de mayo de 1961 en Westwego, Luisiana. La botadura fue el 31 de marzo de 1962 siendo su madrina Gertrude M. Pirie, esposa del vicealmirante Robert B. Pirie. Entró al servicio el 16 de junio de 1963 en el Charleston Naval Shipyard, Carolina del Sur. Su primer comandante fue el teniente comandante Stanley T. Counts.
En el Año Nuevo de 1965, la Bronstein relevó al USS Hooper como buque insignia del Escort Squadron 3 mientras que administrativamente pasó al Escort Squadron 31. Entre septiembre y octubre, participó de los siguientes ejercicios en el Pacífico: Composite Training Unit Exercise 17-65, HukASWEx 8-65, Ragweed, Baseline y HukASWEx 9-65.
Su primer viaje fue con el Antisubmarine Warfare Group 3 en el Pacífico. Visitó Pearl Harbor primero y Yokosuka después. Luego, todo el grupo marchó, bajo el mando de la Séptima Flota, a la Yankee Station, en la guerra de Vietnam. La Yankee Station era un área designadas para las operaciones de los portaviones contra Vietnam del Norte.
Estados Unidos descomisionó a la Bronstein el 13 de diciembre de 1990 en la Base Naval San Diego. Se celebró una ceremonia presidida por su primer comandante, el almirante Counts. El 4 de octubre de 1991, el nombre del buque fue removido del Naval Vessel Register y, el 13 de noviembre de 1993 se dispuso su transferencia a la Armada de México bajo el Security Assistance Program. Sus nuevos dueños la nombraron Hermenegildo Galeana (F-202).